# Belny
Belny – wieś sołecka w Polsce położona w województwie wielkopolskim, w powiecie konińskim, w gminie Sompolno, na lewym brzegu Noteci.
Według danych z roku 2009 Belny, wraz z należącymi do sołectwa: Spólnikiem i Ośnem Podleśnym, liczyły 231 mieszkańców. Mieszkańcy wsi wyznania katolickiego przynależą do parafii św. Marii Magdaleny w Sompolnie.
Miejscowość jest siedzibą leśnictwa Belny należącego do nadleśnictwa Konin.

## Części wsi
| SIMC    | Nazwa         | Rodzaj    |
| ------- | ------------- | --------- |
| 0295320 | Ośno Podleśne | część wsi |

## Historia
Osadnictwo na obszarze współczesnych Beln istniało w okresach: mezolitu, neolitu, kultury łużyckiej, kultury przeworskiej i wczesnego średniowiecza. W XX wieku do lat dwudziestych wieś wraz z folwarkiem należała do Zdzisława Krzymuckiego. Od roku 1930 folwark należał do rodziny Rybarczaków, a od 1976 funkcjonowała w nim rolnicza spółdzielnia produkcyjna. W latach 1975–1998 miejscowość administracyjnie należała do województwa konińskiego.

## Zabytki
Na terenie miejscowości znajduje się zabytkowy zespół dworski z XIX wieku, w skład którego wchodzi dwór oraz pozostałości parku. W gminnej ewidencji zabytków ujęte są także: kapliczka z przełomu XIX i XX wieku i ogrodzenie przy zespole dworskim.